# Hilary Hahn
Hilary Hahn (Lexington (Virginia), 27 november 1979) is een Amerikaans violiste.

## Levensloop
Reeds op haar vierde kreeg Hahn vioollessen op het Peabody Conservatorium in Baltimore. En binnen een jaar studeerde ze bij een privéleraar. Vanaf haar tiende studeerde ze aan het Curtis Institute of Music in Philadelphia, waar ze in 1999 afstudeerde met een bachelor diploma. Haar voornaamste leraar aan dat instituut was Jascha Brodsky, de laatste leerling van Eugène Ysaÿe en violist bij het Curtis String Quartet. Later studeerde ze bij Jaime Laredo.
Haar eerste grote optreden was op 12-jarige leeftijd met het Baltimore Symfonie Orkest in 1991. Internationale aandacht trok zij in 1995 door een optreden in Duitsland met het Symfonieorkest van de Beierse omroep, dat op TV en radio werd uitgezonden in heel Europa. In 2001 werd ze uitgeroepen tot Amerika’s Beste Jonge Musicus in de Klassieke Muziek door Time Magazine.
Als een van de jongste musici ooit kreeg ze een contract bij Sony Classical Records, die haar voor zes jaar wilden binden, waarin vijf concerten geproduceerd zouden worden. Hierna stapte Hahn in 2003 over naar het gerenommeerde Deutsche Grammophon label, waarvoor ze nog steeds opnames maakt. Ze heeft ook een contract bij Decca. Hahn heeft opgetreden met de meest bekende orkesten over de gehele wereld in 200 steden.
In september 2019 nam ze een sabbatical (rustperiode) voor een jaar. Door de coronacrisis werd deze rustperiode noodgedwongen verlengd tot in 2021. Intussen geeft ze weer concerten.

## Prijzen
Hahn heeft tot nu toe drie Grammy Awards op haar naam staan (2002, 2008 en 2015), waarbij de laatste werd uitgereikt voor haar album van concerttoegiftes, The Hilary Hahn Encores, uit 2013. De prijs in 2002 betrof haar uitvoering van de vioolconcerten van Brahms en Stravinsky met de Academy of St. Martin in the Fields onder leiding van Neville Marriner.

## Persoonlijkheid
Hahn staat bekend om haar nuchtere en niet-pretentieuze houding, waarmee ze ook een jonger publiek voor de klassieke muziek heeft weten te interesseren. Ze is ook actief op sociale media waar ze haar ervaringen met het publiek deelt via een eigen YouTube- en Twitter-kanaal, en ze heeft een eigen website. In 2018 verbaasde zij het publiek door al hoelahoepend de Caprice nr.24 van Paganini te spelen.
Over de gehele wereld is ze een gewild artieste. De prijzen voor entreekaartjes voor haar concerten in Amerika anno 2021 beginnen vanaf 170 dollar.

## Bijzonderheden
Hahn bespeelt een instrument uit 1864 van de Parijse vioolbouwer Jean-Baptiste Vuillaume.
Ze heeft een vaste rubriek in het Nederlandse tijdschrift Encore!Magazine.
In Nederland speelde zij op 11 januari 2002 te Amsterdam, als aftrap voor een toer door de VS en Canada met het Concertgebouworkest en Riccardo Chailly. Voorts speelde zij op 28 en 29 september 2022 te Rotterdam, en op 1 oktober 2022 te Amsterdam, het vioolconcert van Dvořák met het Rotterdam Philharmonisch Orkest onder leiding van chefdirigent Lahav Shani. Op 28 januari 2022 speelde ze het vioolconcerto van Sibelius in Bozar, Brussel, met Mikko Franck en het Belgian National Orchestra.

## Discografie
- 2023 - Eugène Ysaÿe: 6 Sonatas For Violin Solo, Op. 27
- 2021 - Chausson, Prokofiev, Rautavaara: Diverse stukken
- 2019 - Antón García Abril: 6 Partitas
- 2018 - Johann Sebastian Bach: Sonatas 1 & 2, en Partita 1
- 2018 - Retrospective: Verzamelalbum
- 2015 - Henri Vieuxtemps: vioolconcerto nr. 4, W.A. Mozart: vioolconcerto nr. 5, KV 219
- 2013 - The Hilary Hahn Encores: 27 concerttoegiftes
- 2008 - Arnold Schönberg, Jean Sibelius: vioolconcerten
- 2006 - Niccolò Paganini, Louis Spohr: vioolconcerten
- 2005 - W.A. Mozart: vioolsonates KV 301, 304, 376 & 526 (met pianiste Natalie Zhu)
- 2004 - Edward Elgar: vioolconcert op. 61; Ralph Vaughan Williams: The Lark Ascending
- 2004 - soundtrack voor de film "The Village", 2004
- 2003 - Johann Sebastian Bach: vioolconcerten
- 2002 - Felix Mendelssohn, Dmitri Shostakovich, vioolconcerten
- 2001 - Johannes Brahms, Igor Stravinsky: vioolconcerten
- 2000 - Samuel Barber, Edgar Meyer: vioolconcert
- 1999 - Ludwig van Beethoven: vioolconcert; Leonard Bernstein: Serenade
- 1997 - J.S. Bach: sonates en partita's

- Bibsys: 1022697
- Bibliothèque nationale de France: cb140086051 (data)
- CiNii: DA1294759X
- Gemeinsame Normdatei: 124010458
- International Standard Name Identifier: 0000 0001 1467 1559
- Library of Congress Control Number: no98077378
- Nationale Bibliotheek van Letland: 000186671
- MusicBrainz: 93dbb52a-3d19-4f64-adc6-524f1921765b
- Nationale Bibliotheek van Tsjechië: xx0016099
- Nationale Bibliotheek van Israël: 987007349432205171
- Nationale Bibliotheek van Polen: a0000002734111
- Nederlandse Thesaurus van Auteursnamen: 182363201
- Réseau des bibliothèques de Suisse occidentale: 02-A003340650
- Système universitaire de documentation: 148157912
- Virtual International Authority File: 7585390
- WorldCat: E39PBJtCBJVfGyCHTMJCj9fDv3